# Shimeles Molla
 Shimeles Molla (1982) is een Ethiopische atleet, die is gespecialiseerd in de marathon.

## Biografie
In 2006 won Molla de marathon van Arizona met een tijd van 2:13.08. Een jaar eerder werd hij tweede bij de marathon van Xiamen.

## Persoonlijk record
| Onderdeel | Prestatie | Datum          | Plaats |
| --------- | --------- | -------------- | ------ |
| marathon  | 2:13.23   | 7 januari 2005 | Dubai  |

## Palmares

### marathon
- 2004: 7e marathon van Xiamen – 2:13.19
- 2005: 10e marathon van Dubai – 2:13.23
- 2005:  marathon van Xiamen – 2:10.51
- 2005: 6e marathon van Berlijn – 2:10.11
- 2006:  marathon van Arizona – 2:13.08
- 2006: 13e marathon van Xiamen - 2:18.10
- 2006: 21e marathon van Berlijn – 2:24.17
- 2007: 4e marathon van Arizona (Tempe) – 2:14.51
- 2007: 8e marathon van Nagano – 2:15.57
- 2007: 27e marathon van Amsterdam - 2:21.30,4
- 2008: 6e marathon van Tempe - 2:17.46
- 2008: 13e marathon van San Diego – 2:21.57
- 2008: 4e marathon van San Antonio - 2:17.01